# MQ Большой Медведицы
MQ Большой Медведицы (лат. MQ Ursae Majoris) — двойная затменная переменная звезда типа W Большой Медведицы (EW) в созвездии Большой Медведицы на расстоянии приблизительно 1948 световых лет (около 597 парсеков) от Солнца. Видимая звёздная величина звезды — от +11,83m до +11,57m. Орбитальный период — около 0,4761 суток (11,425 часов).